# Medley-Skala
Die Medley-Skala ist ein von dem englischen Pflegewissenschaftler H. Anthony Medley im Jahre 1987 entwickeltes Pflegeassessmentinstrument zur Beurteilung des Dekubitusrisikos. Die in neun Kategorien gegliederte Skala stellt, wie die Braden- und die Waterlow-Skala, eine Weiterentwicklung der Norton-Skala dar. Sie umfasst die Beurteilung der Aktivität (Bettlägerigkeit), des Hautzustandes, die gefährdenden Krankheiten, Mobilität, des Bewusstseins, den Ernährungsstatus, die Urin- und Stuhlinkontinenz und Schmerzen des Pflegebedürftigen. Die im deutschsprachigen Raum kaum verbreitete Skala erfasst im Gegensatz zu den meisten anderen Dekubitusrisikoskalen auch die Schmerzempfindung, die gefährdenden Krankheiten und die Beurteilung des Ernährungszustandes,  jedoch ist die Einschätzung der Wahrnehmungsfähigkeit wie bei Norton auf die Bewusstseinslage beschränkt.